# Kirseberg
Kirseberg was een stadsdeel (Zweeds: stadsdel) van de Zweedse gemeente Malmö. Het stadsdeel telde 14.959 inwoners (2013) en heeft een oppervlakte van 6,40 km².
Op 1 juli 2013 werd het stadsdeel samengevoegd met Centrum, hieruit ontstond het nieuwe stadsdeel Norr.

## Deelgebieden
Het stadsdeel bestond uit de volgende 9 deelgebieden (Zweeds: delområden):
| Naam                | Inwoners (2013) |
| ------------------- | --------------- |
| Bulltofta           | 1132            |
| Håkanstorp          | 1350            |
| Johanneslust        | 1021            |
| Kirsebergsstaden    | 5328            |
| Rostorp             | 1148            |
| Sege industriområde | 14              |
| Segemölla           | 1               |
| Segevång            | 4344            |
| Valdemarsro         | 621             |